# Tangara à tête grise
Eucometis penicillata
Genre
Espèce
Statut de conservation UICN

 LC  : Préoccupation mineure
Le Tangara à tête grise (Eucometis penicillata), également appelé tangara pénicillé, est une espèce de passereaux appartenant à la famille des Thraupidae. C'est la seule espèce du genre Eucometis.

## Répartition
Cet oiseau vit en Amérique latine : de l'État de Veracruz (Mexique) au sud-est du Brésil.

## Habitat
Il vit dans les forêts humides, les zones de marécages subtropicales ou tropicales et les anciennes forêts fortement dégradées.

## Sous-espèces
D'après Alan P. Peterson, il en existe 7 sous-espèces :
- Eucometis penicillata affinis Berlepsch 1888
- Eucometis penicillata albicollis (Orbigny & Lafresnaye) 1837
- Eucometis penicillata cristata (Du Bus de Gisignies) 1855
- Eucometis penicillata pallida Berlepsch 1888
- Eucometis penicillata penicillata (Spix) 1825
- Eucometis penicillata spodocephala (Bonaparte) 1853
- Eucometis penicillata stictothorax Berlepsch 1888

### Eucometis penicillata
- (fr) Oiseaux.net : Eucometis penicillata (+ répartition)
- (en) Congrès ornithologique international : Eucometis penicillata dans l'ordre Passeriformes (consulté le 3 juin 2015)
- (en) Zoonomen Nomenclature Resource (Alan P. Peterson) : Eucometis penicillata  dans Thraupidae
- (fr + en)  Avibase : Eucometis penicillata (+ répartition)
- (en) Animal Diversity Web : Eucometis penicillata
- (en) NCBI : Eucometis penicillata (taxons inclus)
- (en) UICN : espèce Eucometis penicillata (Spix, 1825) (consulté le 3 juin 2015)